# Anoplodesmus tarmani
Anoplodesmus tarmani är en mångfotingart som beskrevs av Mrsic 1996. Anoplodesmus tarmani ingår i släktet Anoplodesmus och familjen orangeridubbelfotingar. Inga underarter finns listade i Catalogue of Life.